# Thorvald Aagaard

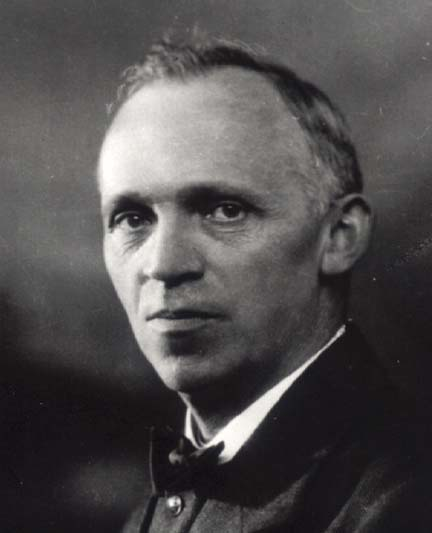
Thorvald Aagaard

Hans Thorvald Aagaard, cunoscut în special ca Thorvald Aagaard (n. 8 iunie 1877, Rolfsted, Danemarca - d. 22 martie 1937, Ringe) a fost un compozitor de muzică clasică, organist și dirijor danez.
Născut într-o familie de țărani, Aagaard a învățat de mic să cânte la vioară. În 1898 a fost acceptat ca elev de Carl Nielsen. A studiat din 1900 la consevatorul din Copenhaga și mai târziu compoziție și contrapunct. Din 1905 a fost organist și învățător la Ringe, unde a rămas până la moarte.
Aagaard s-a remarcat mai ales ca compozitor de muzică sacră. A îngrijit mai multe culegeri de cântece populare și a compus atât cântece cu caracter popular cât și pentru biserică. Compozițiile sale instrumentale sunt: 
- 25 Praludier til Gudstjenesten (25 de preludii pentru slujbă bisericească) pentru orgă
- 26 Praludier til Gudstjenesten (25 de preludii pentru slujbă bisericească) pentru orgă, opus 5, 1932
- Cvartet pentru coarde în la major
- Suită pentru 2 violine și violă